# Křížová cesta (Varnsdorf)
Křížová cesta ve Varnsdorfu na Šluknovsku se nachází v jižní části města na nevelkém pozemku vedle novogotického kostela svatého Karla Boromejského. Podle data vzniku je v pořadí třináctou křížovou cestou ze čtrnácti ve Šluknovském výběžku.

## Historie
V letech 1911–1912 bylo Franzem Egerem zhotoveno 10 sloupků zastavení z umělého kamene, další čtyři zastavení v sobě ukrývá umělý kamenný pahorek. Novogotická křížová cesta byla posvěcena 2. března 1912 představeným kapucínského kláštera v Rumburku P. Thaddäusem Walterem.
Pozoruhodné je spojení XI. až XIV. zastavení, která jsou ztvárněna jako umělý pahorek s Kalvárií, dvěma výjevy křížové cesty na bocích a výklenkem Božího hrobu na zadní straně pahorku.
O obnově jedné z nejmladších křížových cest Šluknovska uvažuje Římskokatolická farnost – děkanství Varnsdorf.

## Galerie

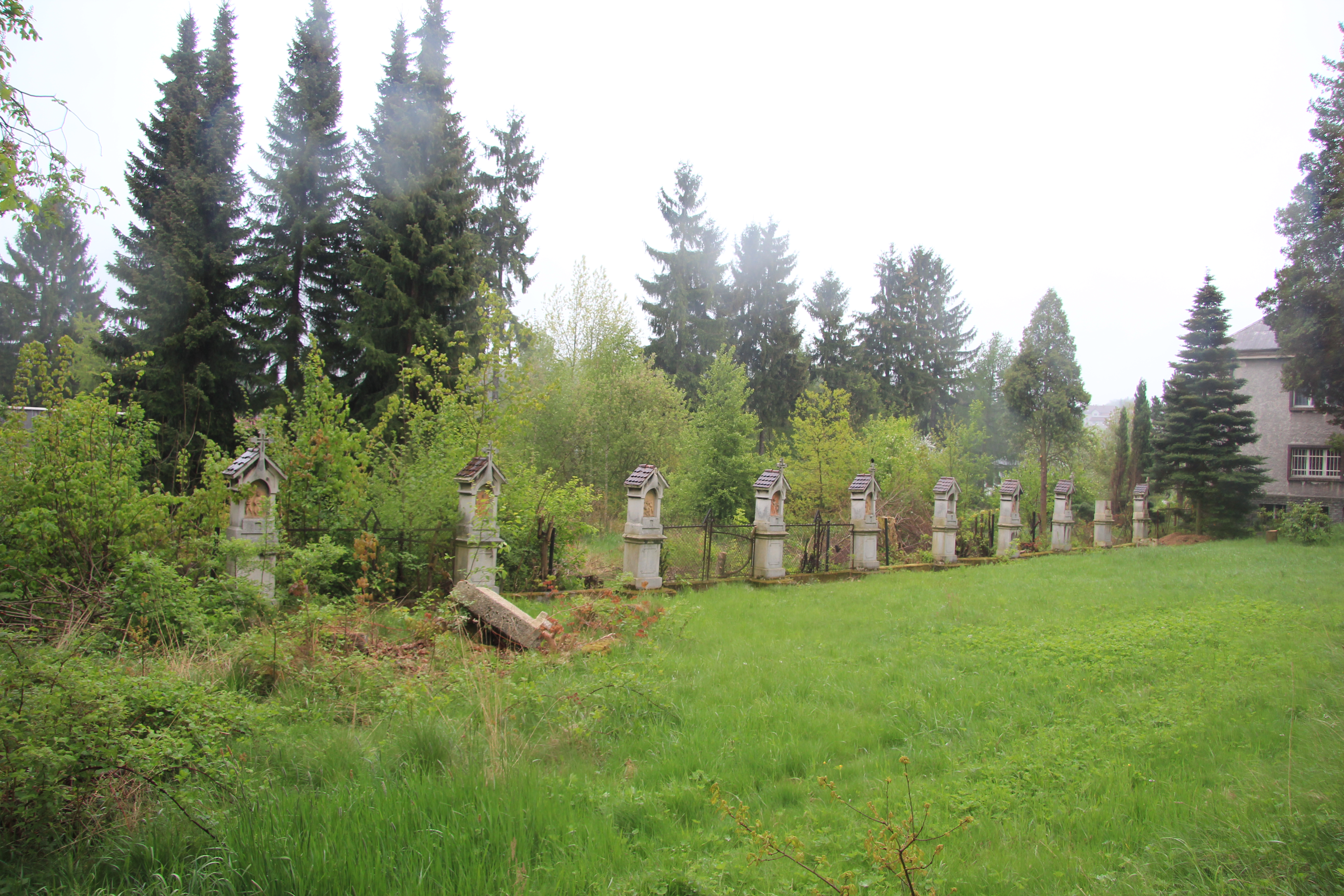
Celkový pohled
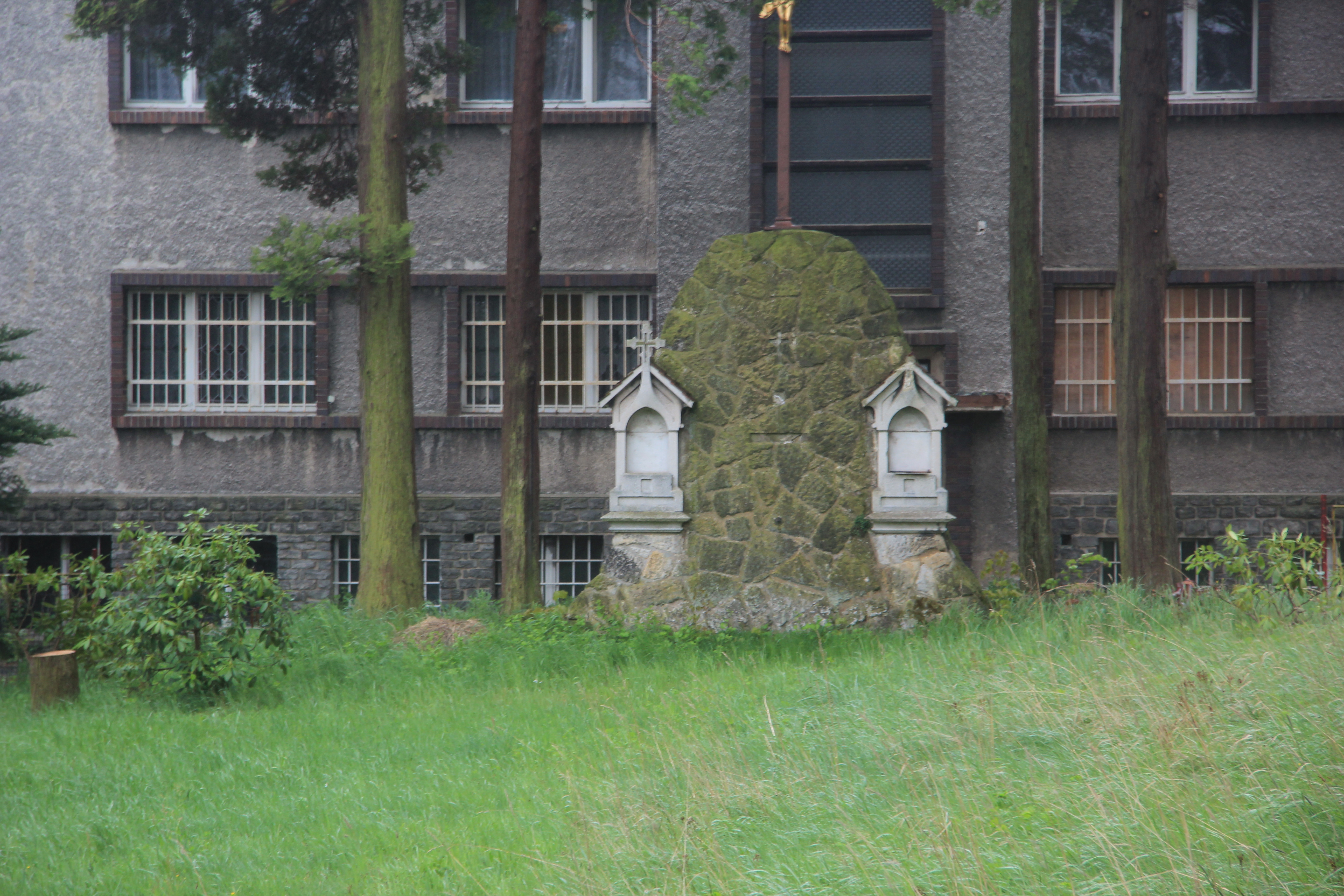
Umělý pahorek
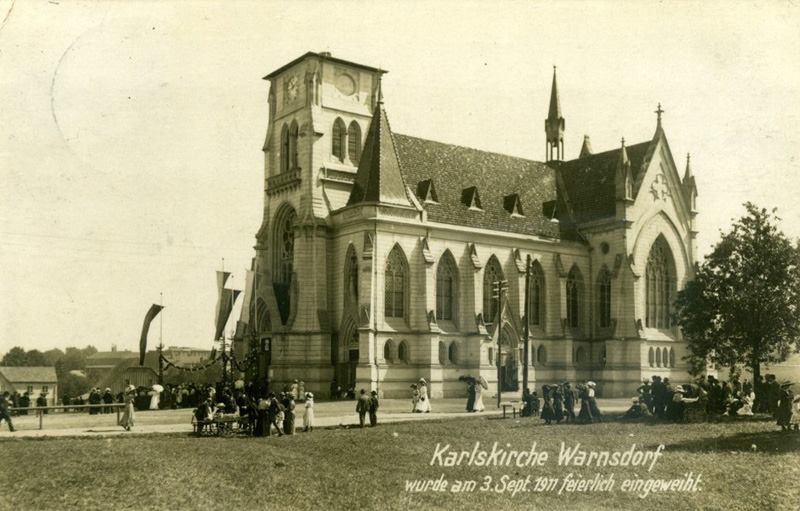
Kostel svatého Karla Boromejského